# Episodi di Peak Practice (decima stagione)
La decima stagione della serie televisiva Peak Practice è stata trasmessa in anteprima nel Regno Unito dalla Independent Television tra il 5 settembre 2000 e il 19 dicembre 2000.
| nº | Titolo originale       | Titolo italiano | Prima TV UK       | Prima TV Italia |
| -- | ---------------------- | --------------- | ----------------- | --------------- |
| 1  | For Love of the Child  |                 | 5 settembre 2000  |                 |
| 2  | Hit and Run            |                 | 12 settembre 2000 |                 |
| 3  | Skin Deep              |                 | 19 settembre 2000 |                 |
| 4  | On a Clear Day         |                 | 26 settembre 2000 |                 |
| 5  | Absolution             |                 | 3 ottobre 2000    |                 |
| 6  | Lonely Hearts (Part 1) |                 | 31 ottobre 2000   |                 |
| 7  | Lonely Hearts (Part 2) |                 | 7 novembre 2000   |                 |
| 8  | Divided We Stand       |                 | 14 novembre 2000  |                 |
| 9  | Keeping Up the Act     |                 | 21 novembre 2000  |                 |
| 10 | Playing God            |                 | 28 novembre 2000  |                 |
| 11 | Walls of Jericho       |                 | 5 dicembre 2000   |                 |
| 12 | Masquerade             |                 | 12 dicembre 2000  |                 |
| 13 | Electricity            |                 | 19 dicembre 2000  |                 |